# Tamam Shud
Ne doit pas être confondu avec Affaire Taman Shud.
Tamam Shud est un groupe australien de rock.
Il est fondé en 1964 sous le nom The Four Strangers comme une formation de surf music, puis devient The Sunsets l'année suivante avant d'adopter son nom définitif en 1968. Il publie deux albums de rock psychédélique avant de se séparer en 1972. Des réunions ponctuelles ont lieu à partir des années 1990.

## Histoire

### Origines (1964-1968)
En 1964, quatre adolescents de Newcastle, en Nouvelle-Galles du Sud, forment un groupe de surf rock instrumental baptisé « The Four Strangers » : Alex Zytnik (guitare solo), Gary Johns (guitare rythmique), Eric Connell (basse) et Dannie Davidson (batterie). Ce quatuor publie un 45 tours sur le label Astor Records (en), The Rip. Avec un nouveau guitariste rythmique, Lindsey Bjerre, les Strangers sortent un deuxième single en 1965, Sad and Lonely, au son plus rhythm and blues témoignant de l'influence des Rolling Stones.
Le quatuor adopte un nouveau nom, « The Sunsets », et se fait un nom dans les clubs de Sydney. Au cours des trois années qui suivent, les Sunsets sortent plusieurs singles dans une veine garage rock chez Festival Records (en), ainsi qu'un EP. Le réalisateur Paul Witzig utilise plusieurs de leurs chansons dans les bandes originales de ses films de surf A Life in the Sun (1966) et The Hot Generation (1967). Eric Connell est remplacé par Peter Barron à la fin de l'année 1967 et le groupe adopte son nom définitif, Tamam Shud (en référence aux derniers mots des Rubaiyat d'Omar Khayyam), au début de l'année suivante.

### Première époque (1968-1972)
Fin 1968, Tamam Shud enregistre son premier album en l'espace d'une séance de 2 heures 30 financée par Paul Witzig, qui obtient en échange le droit d'utiliser quatre chansons du groupe dans son film Evolution. Les circonstances font que la musique est en grande partie improvisée dans une veine résolument psychédélique. L'album, également intitulé Evolution, est publié en 1969 par CBS Records et se vend à 10 000 exemplaires,.
Alex Zytnik est remplacé par Tim Gaze (en), un guitariste d'à peine 16 ans, sur le deuxième 33 tours de Tamam Shud, un album-concept au message écologiste intitulé Goolutionites and the Real People. Il sort en octobre 1970 sur le label Warner Bros. Records et reçoit un accueil positif de la critique, même si les ventes ne suivent pas. Le groupe perd deux membres avant la sortie de l'album : Dannie Davidson est mécontent de la répartition des royalties, tandis que Tim Gaze n'approuve pas le style de vie de ses camarades. Tous deux partent fonder un nouveau groupe, Kahvas Jute (en). Davidson est remplacé par Kevin Sinott, puis par Nigel Macara, alors que Gaze rejoint Tamam Shud avant la fin de l'année,.
Renforcé par l'arrivée de Larry Duryea aux congas et Richard Lockwood aux instruments à vent, Tamam Shud donne de nombreux concerts au cours de l'année 1971 et participe avec d'autres artistes à la bande originale du film Morning of the Earth (en), qui sort en salles en février 1972. Le groupe se sépare au mois d'août. Bjerre et Barron forment un duo de country rock baptisé Albatross, tandis que Gaze et Macara font partie des membres fondateurs du groupe de rock progressif Ariel.

### Réunions (depuis 1993)
Lindsay Bjerre, Peter Barron, Tim Gaze et Nigel Macara reforment Tamam Shud en 1993. Ils sortent deux singles qui rencontrent un petit succès l'année suivante, mais l'album Permanent Culture ne se vend pas autant que l'espérait le label Polydor et cette réunion prend fin en 1995.
Les quatre musiciens se retrouvent en 2002 pour participer à la tournée Long Way to the Top (en), une célébration de l'histoire du rock en Australie, puis en 2006 pour le projet Delightful Rain, un album de surf music collectif. Une nouvelle réunion, en 2008, aboutit huit ans plus tard à un album auto-édité, Eight Years of Moonlight.

## Membres

### Membres actuels
- Lindsay Bjerre : guitare, chant (1965-1972, 1993-1995, 2002, 2006, depuis 2008)
- Peter Barron : basse (1967-1972, 1993-1995, 2002, 2006, depuis 2008)
- Tim Gaze (en) : guitare, chant (1969-1970, 1970-1972, 1993-1995, 2002, 2006, depuis 2008)
- Nigel Macara : batterie (1970-1972, 1993-1995, 2002, 2006, depuis 2008)

### Anciens membres
- Alex Zytnik : guitare (1964-1969)
- Gary Johns : guitare (1964-1965)
- Eric Connell : basse (1964-1967)
- Dannie Davidson : batterie (1964-1970)
- Kevin Stephenson : saxophone, flûte, clarinette (1970)
- Kevin Sinott : batterie (1970)
- Richard Lockwood : saxophone, flûte, clarinette (1971-1972)
- Larry Duryea-Taylor : congas (1971-1972)

## Discographie

### Albums
- 1969 : Evolution (CBS)
- 1970 : Goolutionites and the Real People (Warner Bros.)
- 1994 : Permanent Culture (Polydor)
- 2016 : Eight Years of Moonlight (Tamam Shud)
- 2018 : Resonate (Tamam Shud)

### EP
- 1967 : A Life in the Sun (Festival)
- 1972 : Bali Waters (Warner Bros.)

### Singles
- 1964 : The Rip / Pearl Diver (Astor)
- 1965 : Sad and Lonely / You'll Be Mine (Festival)
- 1965 : Bye Bye Goodbye / It's the End (Leedon)
- 1966 : When I Found You / Don't Get Around Anymore (Leedon)
- 1967 : A Life in the Sun Theme / Windandsea (Festival)
- 1967 : Love's Face / I Want Love (Festival)
- 1967 : The Love Generation / This Is What It's All About (Festival)
- 1969 : Lady Sunshine / Evolution (CBS)
- 1970 : Stand in the Sunlight / I Love You All (Warner Bros.)
- 1972 : Got a Feeling / My Father Told Me (Warner Bros.)
- 1994 : Stay / Election Day / The Fire (Polydor)
- 1994 : Shakin' Out the Stones / What's Your Problem (Polydor)